# Bekampanel
Becampanel (INN) (kodni naziv AMP397) je lek koji je derivat hinoksalindiona. On deluje kao kompetitivni antagonist AMPA receptora (IC50 = 11 nM). Novartis je istraživao ovaj materijal kao antikonvulzant za lečenje epilepsije, a takođe je razmatran kao potencijalni tretman za neuropatski bol i cerebralnu ishemiju, ali nikada nisu kompletirana klinička ispitivanja.